# František Zajíček

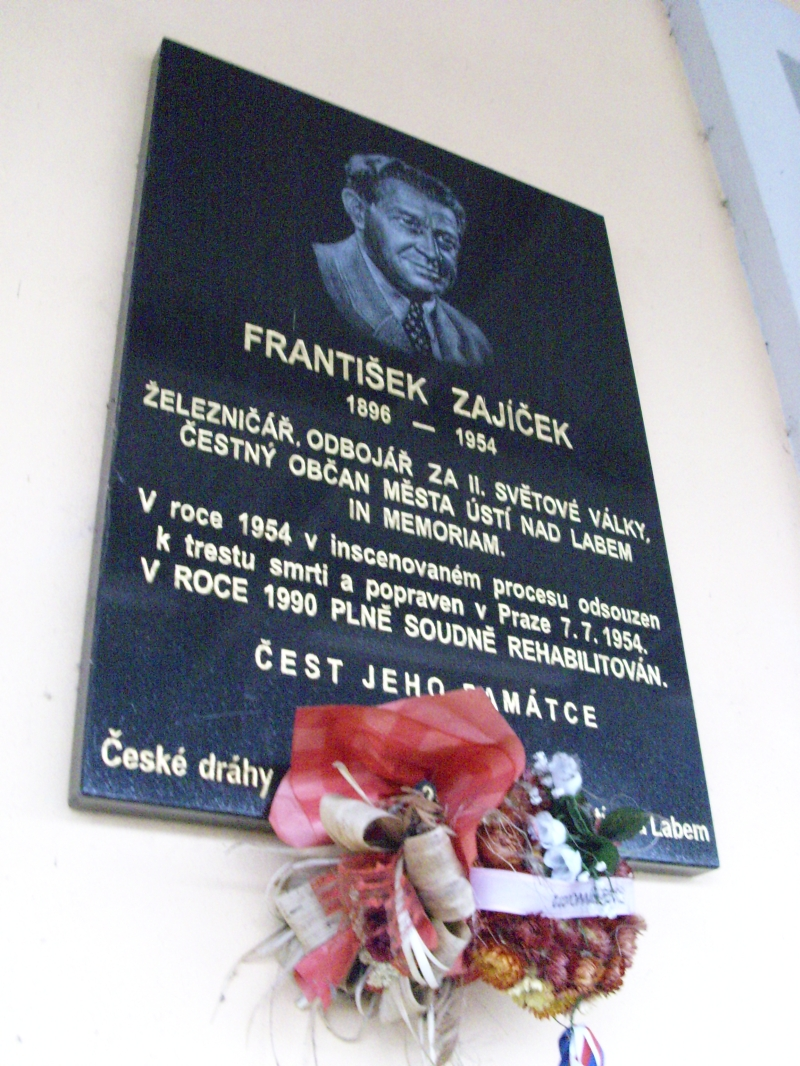
František Zajíček – pamětní deska na vlakovém nádraží Ústí n. L. - západ

František Zajíček (5. února 1896 Krásné Březno – 7. července 1954 Praha) byl železničář a odbojář za 2. světové války. In memoriam získal čestné občanství města Ústí nad Labem.

## Rodina
Jeho otec, Karel Zajíček, vlastnil v Krásném Březně obuvnickou dílnu. Matka Terezie, rozená Vítková, byla v domácnosti a starala se o dvanáct dětí. František Zajíček se vyučil řezníkem, ale od roku 1920 pracoval u ČSD. Byl třikrát ženatý a měl dvě děti.

## Zajíčkův proces a rehabilitace
Na konci dubna 1954 byla v Kulturním domě v Ústí nad Labem v politickém procesu souzena skupina železničářů „Zajíček František a spol.“, kde hlavní obžalovaný F. Zajíček byl odsouzen k trestu smrti za velezradu a vyzvědačství. Ostatní obžalovaní byli odsouzeni celkem ke 143 letům vězení. Po vynesení rozsudku Zajíček pronesl: „Ať žije Masarykova republika!“ Popraven byl 7. července 1954 v pankrácké věznici v Praze.
Tělo Františka Zajíčka bylo zpopelněno, urna byla vydána Generální prokuratuře a uskladněna v pankrácké věznici. Dne 26. května 1961 byla urna ve věznici neznámým způsobem zničena. Na Čestném pohřebišti v Ďáblickém hřbitově se nachází symbolický Zajíčkův hrob. Tamní symbolické náhrobky odkazují na zemřelé politické vězně bez ohledu na jejich skutečné místo pohřbení. Všechny osoby odsouzené v procesu „Zajíček František a spol.“ byly v roce 1990 plně soudně rehabilitovány.
V roce 1993 se Zajíček stal čestným občanem města Ústí nad Labem in memoriam. Dne 24. února 2006 byl odhalena jeho pamětní deska na západním vlakovém nádraží v Ústí nad Labem za přítomnosti ústeckého primátora Petra Gandaloviče a synovce Františka Zajíčka – Otakara Zajíčka. Na pamětní desku město přispělo částkou 15 000 Kč.
Jeho syn, profesor Jeroným Zajíček, žijící v USA, složil v roce 1990, na počest svého otce a svého spolužáka z gymnázia pátera Josefa Toufara skladbu „Pater Noster“.